# Đội ngũ làm truyền hình
Các vị trí trong đội ngũ làm truyền hình đều lấy nguyên mẫu từ những vị trí tương tự trong đoàn làm phim, nhưng tồn tại một số khác biệt.

## Khâu tiền sản xuất

### Đạo diễn
- Trợ lý đạo diễn: